# Исмагилов, Андрей Рафаилович
Андре́й Рафаи́лович Исмаги́лов (род. 1969, Николаев, Украинская ССР, СССР) — советский и российский рок-музыкант, поэт и композитор, бывший участник группы Сергея Скачкова при НП ЦДЮТ «Земляне». Сотрудничает с различными исполнителями, пишет песни в разных жанрах.

## Биография
В 2002—2003 годах Андрей Исмагилов выступал в качестве клавишника в составе группы «ХимерА», которая была образована Александром Елиным (наиболее известен по сотрудничеству с такими популярными рок-группами, как: «Ария», «Мастер», «Тайм-аут», «Рондо»), выступившим в качестве продюсера собственной рок-группы.
Летом 2003 года организует собственный музыкальный проект — группу «Магнат», которая в 2004 году записала полноценный альбом, состоящий из восьми авторских композиций Андрея Исмагилова.

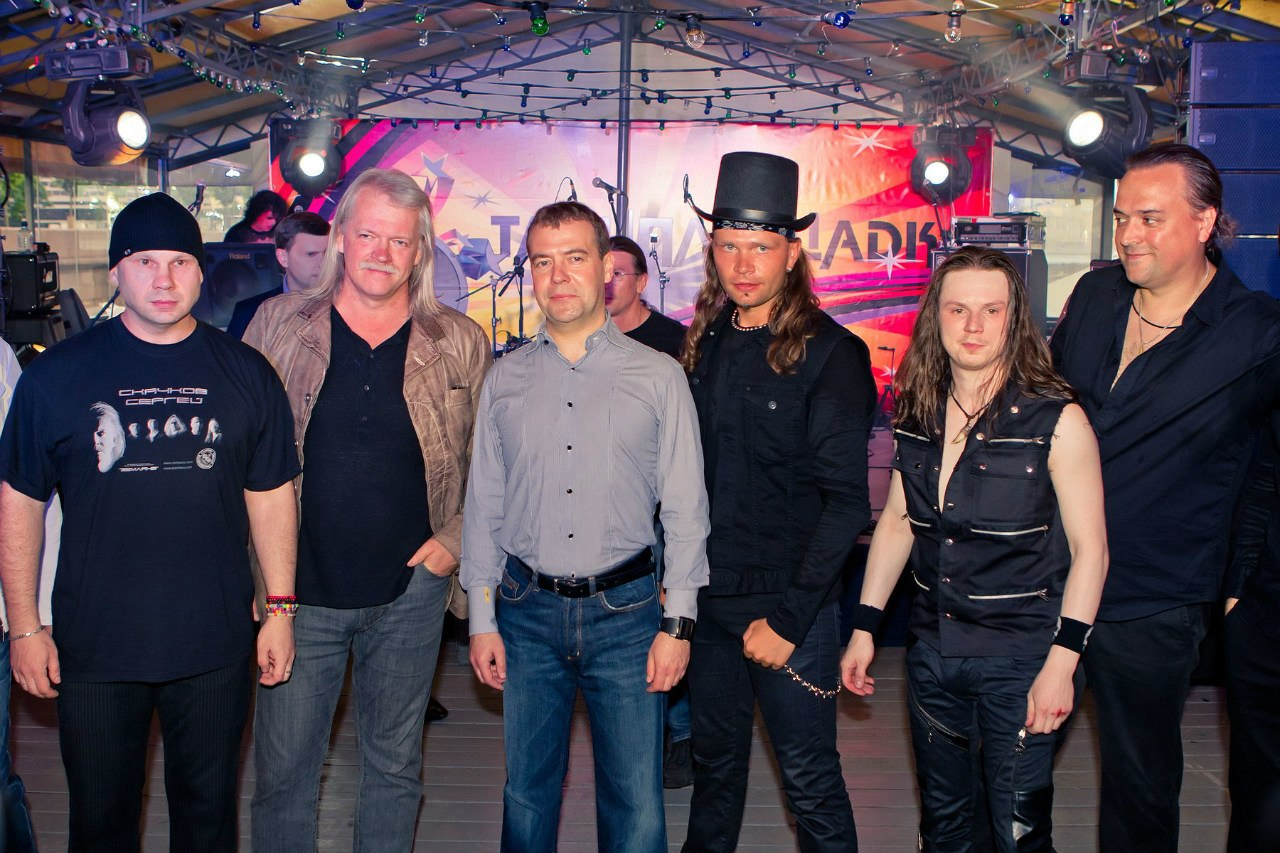
Андрей Исмагилов (первый слева) с музыкантами НП ЦДЮТ «Земляне» и Дмитрием Медведевым. 16.06.2012

В 2006 году вокалист группы Андрей Храмов вошёл вторым вокалистом в состав группы «Земляне». В конце 2007 года продюсерский центр Сергея Скачкова НП ЦДЮТ «Земляне» берет в свои руки управление проектом «Магнат», возвращает в него вокалиста Храмова и переименовывает его в группу «Goodzilla». Финансовый кризис 2008 года нарушил первоначальный план относительно продвижения данного проекта на музыкальный рынок, рассчитанного на молодёжную аудиторию; весь песенный материал авторства Андрея Исмагилова было решено воплотить в виде нового рок-альбома Сергея Скачкова под названием «Символы любви». К этому времени Исмагилов стал постоянным участником-клавишником группы Сергея Скачкова при НП ЦДЮТ «Земляне», а также штатным композитором НП ЦДЮТ «Земляне».
Заметными стали песни, написанные по заказу Паралимпийского комитета России («Всё победит любовь» и «Дорога к счастью»), в записи которых, приняли участие Сергей Скачков и музыканты НП ЦДЮТ «Земляне», Диана Гурцкая, Людмила Васильева, Александр Маршал, Александр Иванов, Сергей Мазаев, Артур Беркут, Вячеслав Молчанов, Владимир Кристовский, Владимир Пресняков-старший, Ольга Кормухина и Алексей Белов, Анатолий Алёшин, Александр Грановский, Илья Чёрт (Кнабенгоф), Елена Терлеева, Нюша, Андрей Лефлер.
С 2012 года в содружестве с продюсером Евгением Курбатовым работает над музыкальным материалом для исполнителя Андрея Лефлера.
16 марта 2014, в день закрытия XI зимних Паралимпийских игр в Сочи, был представлен сингл Андрея Лефлера и звёзд российской эстрады — гимн Паралимпийской сборной России «Дорога к счастью»", включающий в себя различные версии исполнения песни Андрея Исмагилова.

## Личная жизнь
Жена — Оксана Исмагилова. В браке родились дочери Элеонора (род. 2002) и Арина (род. 2010).

## Дискография

### Сергей Скачков — «Символы любви» (2010)
Трек-лист песен авторства Андрея Исмагилова в данном релизе:
| №  | Название трека | Автор музыки             | Автор слов               |
| -- | -------------- | ------------------------ | ------------------------ |
| 01 | Романс         | А. Исмагилов, С. Скачков | А. Исмагилов, С. Скачков |
| 02 | Маска гетто    | А. Исмагилов, С. Скачков | А. Исмагилов, С. Скачков |
| 03 | Не буди её     | А. Исмагилов, С. Скачков | А. Исмагилов, С. Скачков |
| 04 | МетроКачели    | А. Исмагилов, С. Скачков | А. Исмагилов, С. Скачков |
| 05 | Чистая любовь  | А. Исмагилов, С. Скачков | А. Исмагилов, С. Скачков |
| 06 | Город измен    | А. Исмагилов, С. Скачков | А. Исмагилов, С. Скачков |
| 07 | Тени           | А. Исмагилов, С. Скачков | А. Исмагилов, С. Скачков |
| 08 | Твой Delete    | А. Исмагилов, С. Скачков | А. Исмагилов, С. Скачков |
| 09 | Вызов          | А. Исмагилов, С. Скачков | А. Исмагилов, С. Скачков |
| 10 | Символы любви  | А. Исмагилов, С. Скачков | А. Исмагилов, С. Скачков |

### Андрей Лефлер — «Дорога к счастью» (2014)
Трек-лист песен авторства Андрея Исмагилова в данном релизе:
| №  | Название трека                         | Автор музыки | Автор слов   |
| -- | -------------------------------------- | ------------ | ------------ |
| 01 | Дорога к счастью (solo version)        | А. Исмагилов | А. Исмагилов |
| 02 | Дорога к счастью (piano pop version)   | А. Исмагилов | А. Исмагилов |
| 03 | Дорога к счастью (guitar rock version) | А. Исмагилов | А. Исмагилов |

### Сергей Скачков — «Половина пути» (2014)
Трек-лист песен авторства А. Исмагилова в данном релизе:
| №  | Название трека | Автор музыки             | Автор слов               |
| -- | -------------- | ------------------------ | ------------------------ |
| 07 | Мы вместе      | А. Исмагилов             | А. Исмагилов             |
| 12 | Где ты         | А. Исмагилов             | А. Исмагилов             |
| 16 | Самолет        | А. Исмагилов, С. Скачков | А. Исмагилов, С. Скачков |

## Клипы
- Сергей Скачков и музыканты НП ЦДЮТ «Земляне», Диана Гурцкая, Людмила Васильева — Всё победит любовь (2009)
- Сергей Скачков  — Твой Delete (2010)
- Андрей Лефлер и артисты российской эстрады — Дорога к счастью (2010)
- Андрей Лефлер, Елена Беркова, Света из Иванова — Прости (2012)
- Андрей Лефлер — Две любви (2013)